# SAP-центр в Сан-Хосе
Эс-эй-пи центр в Сан-Хосе (англ. SAP Center at San Jose) — крытая спортивная арена, расположенная в Сан-Хосе (штат Калифорния, США). Арену также часто называют «Шаркс Тэнк» (англ. The Shark Tank) или просто «Тэнк» (англ. The Tank). Это название связано с тем, что основным арендатором арены является команда Национальной хоккейной лиги «Сан-Хосе Шаркс». В прошлом, арена называлась «Сан-Хосе-арена», «Компак-центр в Сан-Хосе» и «HP Pavilion в Сан-Хосе».

## История
В середине 1980-х годов группа местных жителей основала организацию Fund Arena Now (FAN), целью которой было строительство крытой спортивной арены в Сан-Хосе. Эта организация занималась проталкиванием проекта строительства у городской власти, а также пыталась привлечь инвесторов для строительства, в основном НХЛ и НБА. В конце 1980-х годов, мэр Сан-Хосе Том Макэнери встретился с FAN и обещал помочь осуществить их план. В конечном счете, было объявлено, что 7 июня 1988 года состоится голосования о возможности выделения денег из городского бюджета на строительство арены. В голосовании с небольшим отрывом победили сторонники строительства арены. Строительство новой арены стало одной из причин того, что Джордж и Гордон Гунд решили основать в Сан-Хосе хоккейную команду.
Строительство арены началось в 1991 году и первоначально предполагалось, что открытие состоится в 1992 году. Строительство арены шло с большими задержками. Во время строительства, руководство «Сан-Хосе Шаркс» решили изменить дизайн арены, чтобы она могла соответствовать стандартам НХЛ. Так, первоначально не планировалось строительства VIP-лож и боксов для прессы. Вместимость арены также была уменьшена до 14 000. Открытие арены откладывалось, из-за чего «Шаркс» пришлось играть еще один сезон на арене Cow Palace.
В 2013 году компания SAP купила права на название сооружения, заключив пятилетний контракт стоимостью 8,375 млн долларов. 18 июня 2013 года, после одобрения нового названия городским советом Сан-Хосе, арена была переименована в «SAP-центр в Сан-Хосе».

## События
На арене проходит примерно 190 мероприятий в год, включая множество неспортивных. В 2006 году «ХП Павильон» занял первое место по количеству проданных билетов на неспортивные мероприятия на западе США, и четвертое в мире после «Мэдисон-сквер-гарден» в Нью-Йорке, «Манчестер Арена» в Манчестере и «Скоушабэнк-арена» в Торонто.
На арене проходило множество мероприятий WWE, включая Королевскую битву 1998, SummerSlam и The Great American Bash в 2007 году.
В «SAP-центр в Сан-Хосе» выступали с концертами Боб Дилан, Джони Митчелл, Ван Моррисон, Брюс Спрингстин & The E Street Band, The Rolling Stones, Van Halen, Kiss, Ana Gabriel, Андреа Бочелли, Алиша Киз, Дэвид Боуи, Ciara, T.I., Селин Дион, Луис Мигель, Глория Эстефан, Coldplay, Depeche Mode, The Cure, Linkin Park, Пол Маккартни, Джордж Майкл, Bon Jovi, U2, Kings of Leon, AC/DC, Clay Aiken, Келли Кларксон, Heaven & Hell, Megadeth, Machine Head, Aerosmith, Fuel, Ленни Кравиц, Slayer, Гвен Стефани, Dave Matthews Band, Queen + Paul Rodgers, Jordan Pruitt, Jonas Brothers, Honor Society, Джордин Спаркс, Wonder Girls, The Cheetah Girls, The Smashing Pumpkins, Брайан Адамс, Джон Мейер, Blue Man Group, Brooks & Dunn, Panic at the Disco, Metallica, Genesis, Канье Уэст, N*E*R*D, Lil' Wayne, Danity Kane, Pussycat Dolls, Шакира, Мэрайя Кэри, Рики Мартин, Джастин Тимберлейк, Барбра Стрейзанд, Мадонна, RBD, Шер, Pink, The Ting Tings, Spice Girls, Бритни Спирс, Рианна, Тейлор Свифт, 'N Sync, Backstreet Boys, Ханна Монтана/Майли Сайрус, Metro Station, Кристина Агилера, Джанет Джексон, Maná, Slipknot, Дженнифер Лопес, Тина Тёрнер, Марк Энтони, Lupe Fiasco, Green Day, New Kids on the Block, Lady Gaga, Классный мюзикл: Концерт & American Idol Live! и многие другие.
«SAP-центр в Сан-Хосе» принимала также чемпионат США по фигурному катанию, баскетбольный турнир NCAA, женский баскетбольный турнир Pac-10 и Dew Action Sports Tour.
Ходили также слухи, что команда НБА «Сакраменто Кингз» может переехать в «HP Pavilion в Сан-Хосе», если муниципалитет Сакраменто или частный инвестор не построят новую спортивную арену в Сакраменто.